# Ganodes mexicanus
Ganodes mexicanus (лат.) — вид наездников-ихневомнид рода Ganodes из подсемейства Poemeniinae (Ichneumonidae). Неотропика: Мексика.

## Описание
Наездники-ихневмониды средних размеров (1 см). От близких видов отличается следующими признаками: лицо белое с узким продольным чёрным пятном; метаплеврон с редкими и мелкими пунктурами; задние тазики и бёдра белые с продольными чёрными полосами. Коготки передних и средних лапок самки с мелкими зубцами. Имеют стройное удлиненное тело с длинным яйцекладом. Биология неизвестна.